# Frata (gmina)
Frata – gmina w Rumunii, w okręgu Kluż. Obejmuje miejscowości Berchieșu, Frata, Oaș, Olariu, Pădurea Iacobeni, Poiana Frății, Răzoare i Soporu de Câmpie. W 2011 roku liczyła 4242 mieszkańców.